# Мътеница (напитка)
 Тази статия е за млечната напитка.  За друго значение вижте Мътеница.  
Мътеницата (или мàтеница, бутаница, някъде се среща и наименованието мътàн) е млечна напитка, подобна на айряна, традиционна в България.
Получава се при процеса на домашно извличане на масло от полу-ферментирало мляко, започнало леко да се пресича. Приготвя се най-вече от краве мляко, но има и козя, овча или биволска мътеница. За разлика от айряна, мътеницата има малко по-гъста консистенция и наличие на по-голям процент масленост.
Съхранява се на хладно място. Прясната мътеница има леко сладък вкус. След като престои ден-два обаче, вече започналият процес на ферментация продължава и мътеницата добива леко кисело-резлив вкус.
В миналото консумирането е било широко разпространено, особено в летните месеци. В наше време напитката е изместена от айряна поради индустриализирането и увеличаването на дела на градското население.
В западните страни мътеницата се извлича от прясно мляко и по-често от концентрирано мляко, чрез биене. Тази операция дестабилизира млечната емулсия, агломерирайки маслените глобули на млякото, които формират маслото от което остава течност, съставена от серума на млякото и остатъци от мембраните на мастните глобули (сферички). Мътеницата запазва концентрация на комплексни липиди от 1600 мгр/литър.
Мътеницата може да се произведе от маслено олио. В такъв случай тя има по-висока концентрация на липиди.
Както и млякото, мътеницата може да се трансформира на суха смес, която съдържа 4 до 12 % мазнини, от които една трета са фосфолипиди и други полярни мазнини. На сухо и хладно място тази смес може да се съхрани до 6 месеца.
В някои райони, мътеницата се прави, след като се смесят кисело и прясно мляко, до получаването на сладко-кисела смес с гъстота на боза.
В Родопите мътеницата се нарича бърканица и се прави по следния начин: Издоява се млякото (най-често козе, но може и краве или биволско мляко). Суровото мляко не се вари, а се поставя в чист съд на хладно и тъмно място и в него не се слага никаква закваска. В продължение на няколко дни млякото се самоподквасва и съсирва. Съсиреното мляко се разрежда с вода и се бърка (бие) с дървено бутало в специален дървен съд. След биене от млякото се отделя маслото, а останалата млечно кисела напитка се използва за пиене.